# ウェス・アンダーソン
ウェス・アンダーソン（Wesley Anderson, 1969年5月1日 - ）は、アメリカ合衆国の映画監督、映画プロデューサー、脚本家。テキサス州ヒューストン出身。

## 経歴
1969年5月1日、テキサス州ヒューストンに生まれる。父親は広告業界で働いており、母親は元考古学者で不動産ブローカーだった。母親のテキサス・アンは、自身が2001年に製作した『ザ・ロイヤル・テネンバウムズ』に登場するアンジェリカ・ヒューストン演じるエセル・テネンバウムのモデルにもなっている。ヒューストンにある共学の私立高校へ進学。『天才マックスの世界』（1998年）の舞台にもなった場所で、アンダーソン自身もジェイソン・シュワルツマン演じる主人公のように演劇部の脚本と演出を手掛けた。
高校を卒業するとテキサス大学オースティン校で哲学を学び、この大学で俳優のオーウェン・ウィルソンと出会い、映画の共同制作を始める。短編映画『Bottle Rocket』がジェームズ・L・ブルックス監督の目にとまり、彼の製作のもとで劇場用にリメイクした『アンソニーのハッピー・モーテル』（1996年）で長編映画の監督デビューを果たし、マーティン・スコセッシから激賞された。
2001年の『ザ・ロイヤル・テネンバウムズ』でオーウェン・ウィルソンと共にアカデミー脚本賞にノミネートされるなど、「ハリウッドでもっとも次回作を期待されている監督のひとり」とされる。
2004年のビル・マーレイが主演した監督作『ライフ・アクアティック』では、興行的には惨敗を喫したが、カルト作として年月が経つに連れて人気を博した。2006年、アメリカン・エキスプレスのコマーシャルに出演。2007年、インドを舞台とした『ダージリン急行』がニューヨーク映画祭で上映される。ロアルド・ダールの小説に基づく2009年の『ファンタスティック Mr.FOX』では自身にとって初となるストップモーション・アニメーションに挑戦し、アカデミー長編アニメ映画賞にノミネートされた。
2012年、『ムーンライズ・キングダム』が第65回カンヌ国際映画祭コンペティション部門に選出され、オープニング作品として上映される。本作は高い評価を獲得し、インディペンデント・スピリット賞では監督賞や脚本賞にノミネートされ、第85回アカデミー賞でも脚本賞にノミネートされた。同年、プラダのために短編映画『カステロ・カヴァルカンティ』を手がける。
2014年の『グランド・ブダペスト・ホテル』は、第64回ベルリン国際映画祭のオープニング作品として上映され、銀熊賞 (審査員グランプリ)を受賞。第68回英国アカデミー賞を始め、第80回ニューヨーク映画批評家協会賞や第40回ロサンゼルス映画批評家協会賞、第50回全米映画批評家協会賞、第18回トロント映画批評家協会賞等にて脚本賞を受賞。他にも第72回ゴールデングローブ賞で作品賞（ミュージカル・コメディ部門）を受賞し、第87回アカデミー賞では作品賞を含む9部門にノミネートされ、技術部門で4冠を受賞した。
2018年の『犬ヶ島』も、第68回ベルリン国際映画祭のオープニング作品として上映され、銀熊賞 (監督賞)を受賞し、第91回アカデミー賞で長編アニメ映画賞にノミネートされた。
2023年には、Netflixと初めて手を組み、4本の短編映画を公開。そのうちの1本である『ヘンリー・シュガーのワンダフルな物語』は、第96回アカデミー賞で短編映画賞を受賞し、自身にとっても初となるオスカー受賞となった。

## 特徴
アンダーソン作品にはたびたび出演する常連俳優がおり、盟友のオーウェン・ウィルソンをはじめ、ビル・マーレイ、アンジェリカ・ヒューストン、シーモア・カッセル、ルーク・ウィルソン、ジェイソン・シュワルツマン、そしてインド系俳優のクマール・パラーナらがいる。なお、弟のエリック・チェイス・アンダーソンは作家として活動しており、兄の作品にもこれまで4作品の出演を果たした。

## フィルモグラフィー

### 長編映画

#### 監督作品
| 年   | 題名                                                                                    | その他の役割 | その他の役割 | その他の役割 |
| 年   | 題名                                                                                    | 脚本         | 製作         | 出演         |
| ---- | --------------------------------------------------------------------------------------- | ------------ | ------------ | ------------ |
| 1996 | アンソニーのハッピー・モーテル Bottle Rocket                                            | Yes          | No           | Yes          |
| 1998 | 天才マックスの世界 Rushmore                                                             | Yes          | 製作総指揮   | Yes          |
| 2001 | ザ・ロイヤル・テネンバウムズ The Royal Tenenbaums                                       | Yes          | Yes          | Yes          |
| 2004 | ライフ・アクアティック The Life Aquatic with Steve Zissou                               | Yes          | Yes          | No           |
| 2007 | ダージリン急行 The Darjeeling Limited                                                   | Yes          | Yes          | No           |
| 2009 | ファンタスティック Mr.FOX Fantastic Mr. Fox                                             | Yes          | Yes          | Yes          |
| 2012 | ムーンライズ・キングダム Moonrise Kingdom                                               | Yes          | Yes          | No           |
| 2014 | グランド・ブダペスト・ホテル The Grand Budapest Hotel                                   | Yes          | Yes          | No           |
| 2018 | 犬ヶ島 Isle of Dogs                                                                     | Yes          | Yes          | No           |
| 2021 | フレンチ・ディスパッチ ザ・リバティ、カンザス・イヴニング・サン別冊 The French Dispatch | Yes          | Yes          | No           |
| 2023 | アステロイド・シティ Asteroid City                                                      | Yes          | Yes          | No           |
| 2025 | ザ・ザ・コルダのフェニキア計画 The Phoenician Scheme                                    | Yes          | Yes          | No           |
| TBA  | Untitled New film                                                                       | Yes          | No           | No           |

#### 製作作品
| 年   | 題名                                        | 役割 |
| ---- | ------------------------------------------- | ---- |
| 2005 | イカとクジラ The Squid and the Whale        | 製作 |
| 2014 | マイ・ファニー・レディ She's Funny That Way | 製作 |

### 短編映画
| 年   | 題名                                                                    | 役割 | 役割 | 役割 | 備考                               |
| 年   | 題名                                                                    | 監督 | 脚本 | 製作 | 備考                               |
| ---- | ----------------------------------------------------------------------- | ---- | ---- | ---- | ---------------------------------- |
| 1992 | Bottle Rocket                                                           | Yes  | Yes  | No   |                                    |
| 2007 | ホテル・シュヴァリエ Hotel Chevalier                                    | Yes  | Yes  | Yes  | 『ダージリン急行』のプロローグ作品 |
| 2013 | カステロ・カヴァルカンティ Castello Cavalcanti                          | Yes  | Yes  | No   |                                    |
| 2023 | ヘンリー・シュガーのワンダフルな物語 The Wonderful Story of Henry Sugar | Yes  | Yes  | Yes  | Netflix映画                        |

## 出演作品

### 映画
| 年   | 題名                                 | 役名                 | 備考     |
| ---- | ------------------------------------ | -------------------- | -------- |
| 2016 | SING/シング Sing                     | ダニエル             | 声の出演 |
| 2022 | SING/シング: ネクストステージ Sing 2 | タリサーの夜間清掃員 | 声の出演 |

## 関連書籍
- ワリー・コーヴァル、アマンダ・コーヴァル『ウェス・アンダーソンの風景』ウェス・アンダーソン 序文、樋口武志 訳、DU BOOKS、ISBN 978-4-8664-7131-0。
- ワリー・コーヴァル、アマンダ・コーヴァル『ウェス・アンダーソンの冒険旅行』ウェス・アンダーソン 序文、樋口武志 訳、DU BOOKS、ISBN  978-4-8664-7232-4。